# Santo Domíngo
Santo Domíngo är en ort i Mexiko.   Den ligger i kommunen Unión Juárez och delstaten Chiapas, i den sydöstra delen av landet, 900 km sydost om huvudstaden Mexico City. Santo Domíngo ligger 864 meter över havet och antalet invånare är 3 796.
Terrängen runt Santo Domíngo är kuperad åt sydväst, men åt nordost är den bergig. Runt Santo Domíngo är det tätbefolkat, med 570 invånare per kvadratkilometer. Närmaste större samhälle är Cacahoatán, 7,7 km sydväst om Santo Domíngo. I omgivningarna runt Santo Domíngo växer i huvudsak städsegrön lövskog.